# Castello di San Fili

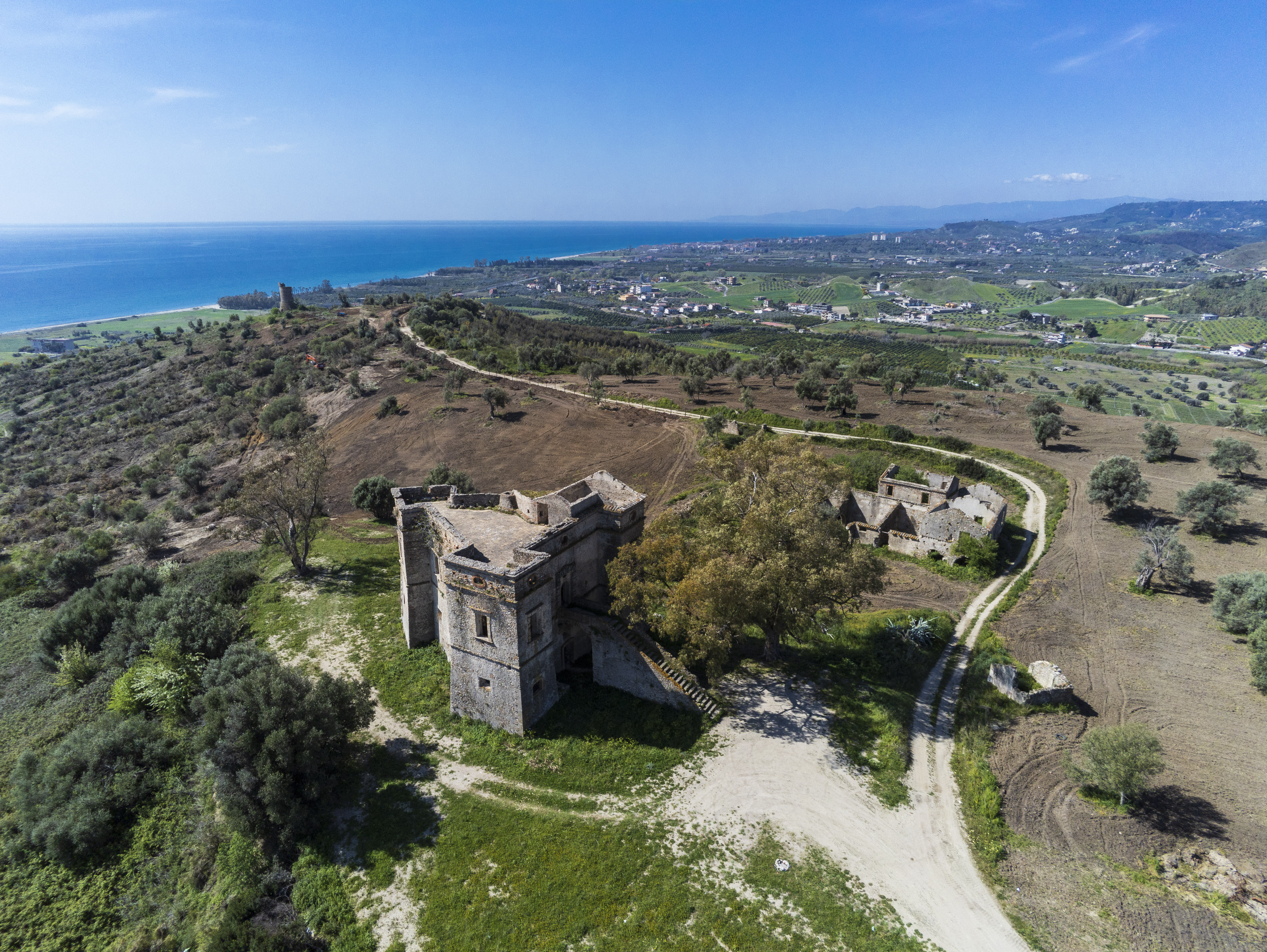
Il casino e il paesaggio circostante

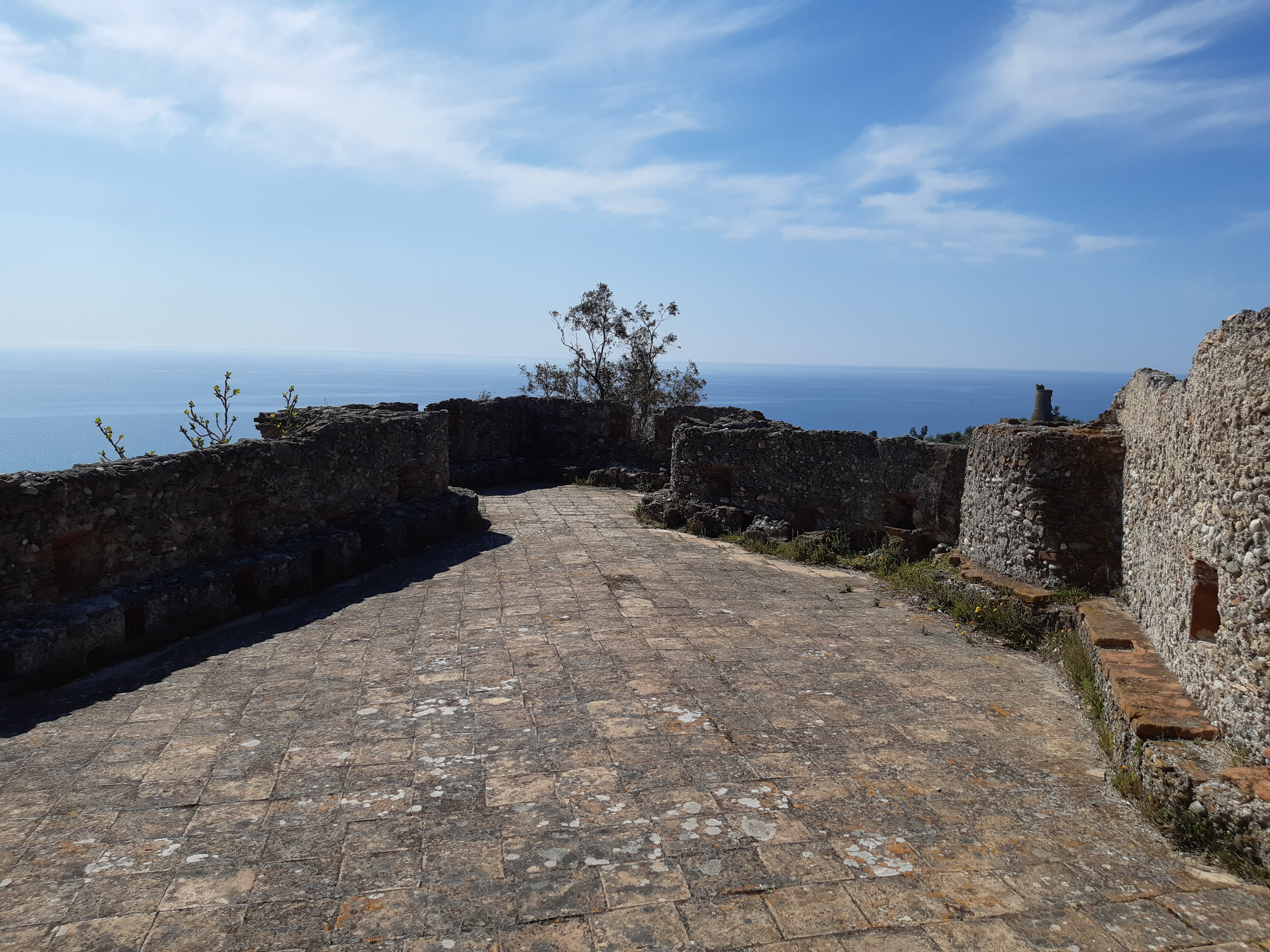
Il piano terrazzato

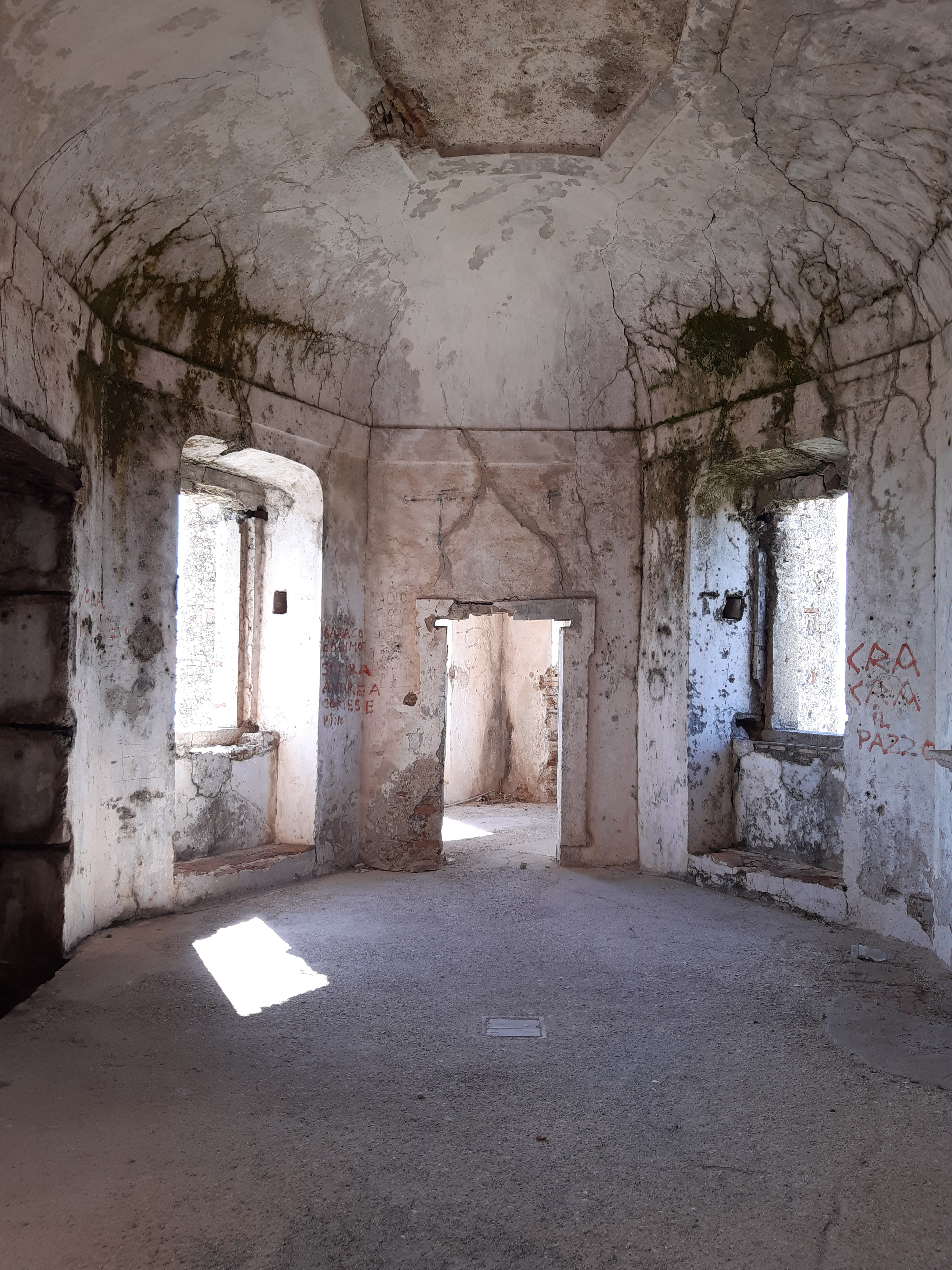
La volta composita della sala pseudovale

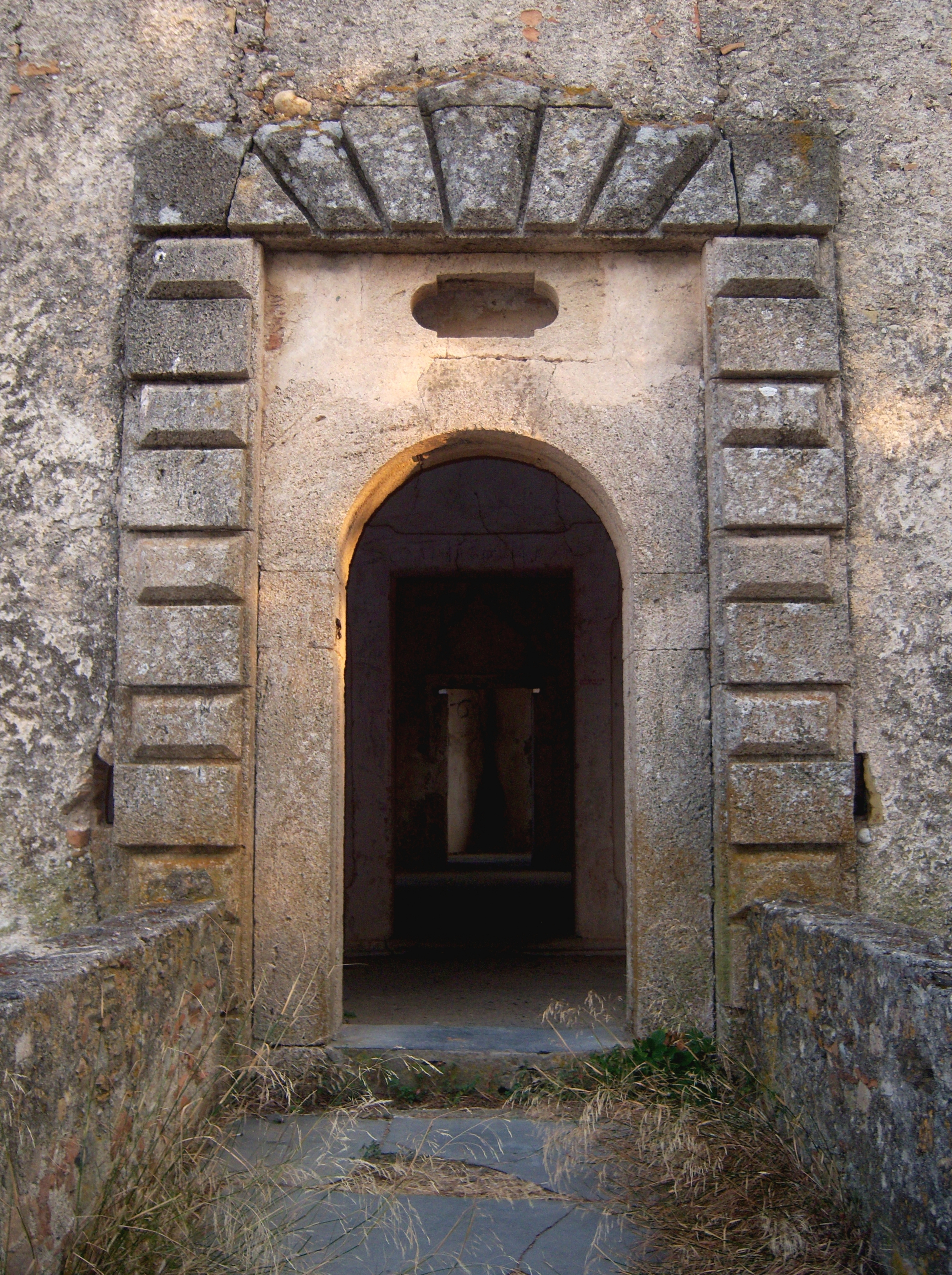
Il portale bugnato

Il castello di San Fili, o casino di San Fili, si trova nel comune di Stignano, nella città metropolitana di Reggio Calabria, in Calabria.
Fu costruito agli inizi del XVIII secolo dalla famiglia Lamberti ed è sottoposto a vincolo di tutela dal Ministero dei beni culturali.

## Storia
L'edificio venne costruito tra il 1711 e il 1720 per volere del capitano Giuseppe Lamberti, patrizio della città di Stilo, e progettato dall'abate Vincenzo Lamberti nobile patrizio della città di Stilo. Il casino sorge in un territorio anticamente denominato "feudo di San Fili", che aveva fatto parte dei corpi feudali dell'Università di Stilo sino alla metà del XVII secolo, quando era stato acquistato dal napoletano Antonio Pulce e poi rivenduto al reverendo dottor Antonio Lamberti nel 1696. Giuseppe Lamberti, nipote di Antonio, dopo l'edificazione del "casino", acquistò nel 1721 la vicina torre di guardia di San Fili. Nell’inventario del 1752, il «Casino» è descritto con un «ponte elevatore» in cima alla scala “a giorno” e un arredo essenziale della cucina e delle due camere. La presenza di pochi e particolari arredi; tra cui un tavolo ovale sostenuto da un solo piede (incastrato nel foro quadrato del pavimento), posto nel centro della sala pseudovale del piano nobile —luogo di convivio— e alcuni quadri di città presenti nella camera. Nel 1894 il casino e il suo podere vengono venduti dalla famiglia Lamberti a Ponziano Alvaro, che apporterà all'edificio delle trasformazioni per renderlo più consono all’uso di residenza.

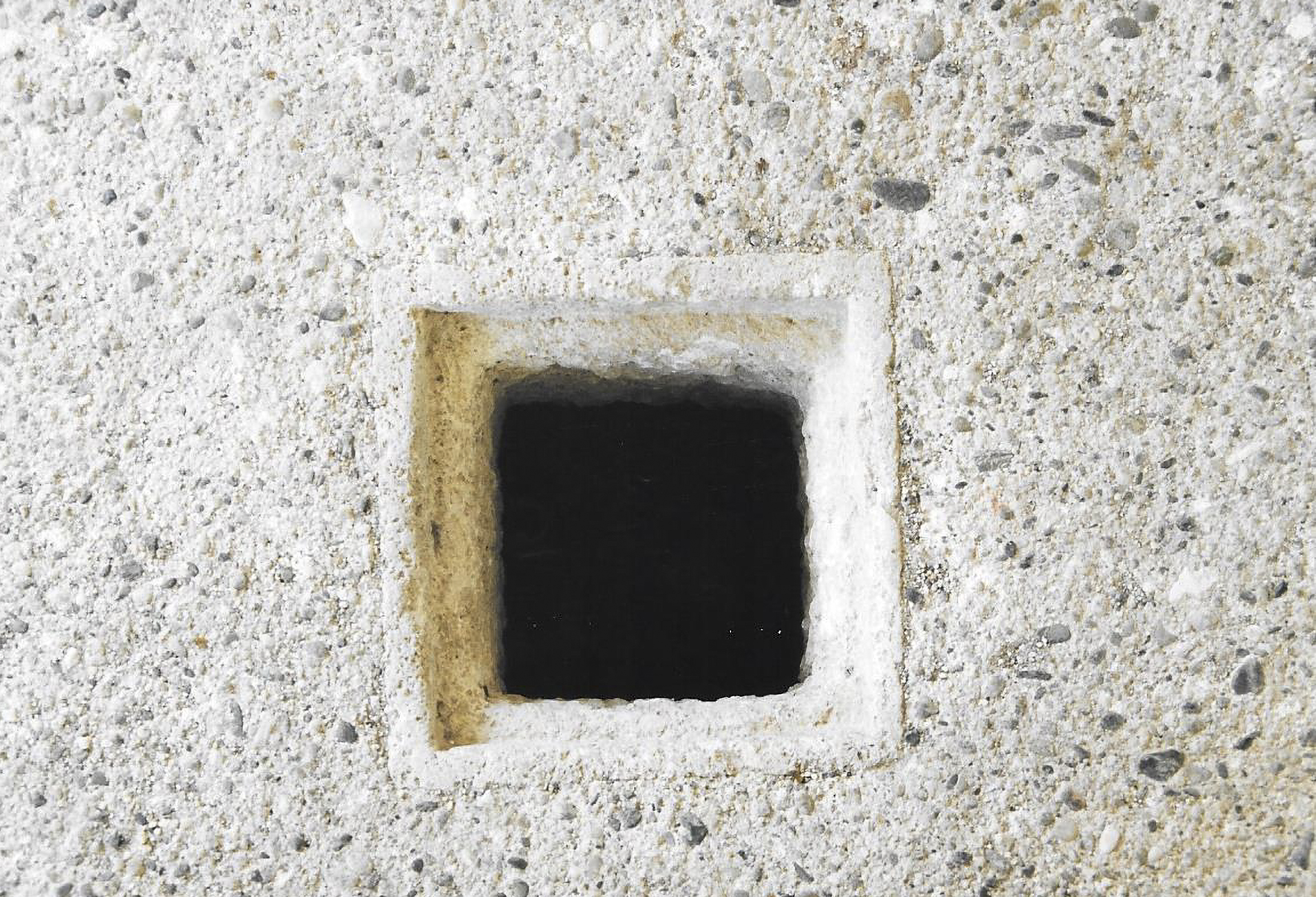
Foro per incastrare il piede del tavolo ovale, al centro della sala pseudovale

## Descrizione
Il progetto del monumento ha una derivazione, per alcuni suoi particolari, dalla trattatistica di architettura militare o di palazzi-fortezza. Può essere forse così giustificata l'opinione diffusa che il casino di San Fili sia la realizzazione in scala ridotta di un’opera di dimensione maggiore. Esso si sviluppa su due piani, il piano terra e il piano nobile; entrambi di modeste dimensioni confermano l'uso saltuario dell’edificio a scopo di rappresentanza. Il casino nasce come oggetto di rappresentanza e come architettura ludica, luogo della vita rustica intesa come paradiso terrestre, deputato ad un ristoro dell’anima e del corpo, in cui la vita di campagna veniva associata alla funzione economica e a quella del diletto.

### Tipo-morfologia
La posizione del casino dominante sul mare, permette l’osservazione del territorio d’intorno, principalmente del mare e della costa. L’ampia copertura a terrazzo è un belvedere paesaggistico, che oltre verso il mare, permette anche la visione della campagna circostante e dei monti; il sedile posto al bordo del terrazzo, ne garantiva un maggior godimento. Il casino ha pianta triangolare ai cui vertici si innestano due torri quadrangolari e un baluardo: le torri inquadrano il prospetto principale, mentre il baluardo con funzione di ornamento è opposto, orientato verso il mare. Sul fronte principale una scala "a giorno" a rampa rettilinea permette l'accesso al piano nobile. L'edificio si sviluppa su due piani ed è percorso per tutto il perimetro da un toro, un marcapiano a profilo curvilineo che separa il piano terra dal piano nobile, e dal coronamento trabeato con architrave, fregio e cornice. La scansione delle piccole finestre-feritoie del piano terra viene riproposta al piano nobile con finestre di maggiori dimensioni, e nel centro del prospetto principale dal portale bugnato. Nel coronamento, inserite tra le due cornici, le aperture ovali si alternano alle numerose feritoie, rispettando la scansione delle bucature dei piani inferiori.
Attraverso la scala "a giorno" rettilinea e l’ingresso costituito dal portale bugnato posto al centro della facciata a monte, si evidenzia il proposito di creare una prospettiva assiale che colleghi i vari "momenti" della fabbrica, dal vano d’ingresso alla sala centrale ottagonale e quindi al successivo baluardo, per "dissolversi" infine nel panorama verso il mare del sottostante declivio. Un attento studio della prospettiva è stato applicato anche ai cantonali, che fanno apparire più elevato il piano terra. Le ampie finestre delle piccole stanze del piano nobile, con alla base un gradino, si pongono come quadri per godere della vista del paesaggio. Gli ambienti del piano nobile sono coperti sia da volte composite (a padiglione con parte centrale “a schifo”), che dà volte a padiglione. Gli ambienti che si succedono lungo l'asse longitudinale; il vano d’ingresso, la sala ottagonale e l’ambiente nel baluardo, hanno, nel centro della volta, una cornice in rilievo, di diversa forma, che forse in passato inquadrava dei dipinti. La sala del piano nobile, con pianta ad ottagono allungato (pseudovale), rappresenta la parte centrale dell'edificio. L’enfasi longitudinale dell’ottagono, mette in risalto l’ambiente più particolare e importante dell’edificio, il “baluardo” rivolto verso il mare; dove dalle due ampie finestre si ammirava il panorama. Sul lato destro del vano centrale è situato il camino ornato con una cornice in pietra arenaria. Dalla sala si accede alla scala a chiocciola, unico collegamento verticale interno, nel tratto che collega il piano nobile al terrazzo, presenta una nicchia dove è posizionato il “servizio igienico” che ha un sedile in muratura con al centro il discendente del gabinetto. Il piano terreno del casino, centralizzato in un esagono allungato, ha caratteristiche architettoniche meno raffinate e un aspetto più fortificato, quest’ultimo denunciato anche dalla presenza di feritoie; decorate con cornice a doppia orecchia.

### I caratteri di fortilizio
Il casino di San Fili appare un modello a scala ridotta di castello con ponte levatoio e feritoie, e in generale delle fortezze rinascimentali. Esso ha un impianto triangolare ai cui vertici si innestano due torri a forma di parallelepipedo e un baluardo equielevati, con cantonali in blocchi di pietra. Il piano terreno con muri a forte spessore e pareti lievemente a scarpa, è illuminato da feritoie orizzontali a tramoggia con marcata strombatura, e da alcune finestrelle chiuse da piccole grate di ferro; alcune aperture sono state successivamente ampliate. Il piano nobile si raggiunge salendo una scala che si protende in asse con l'edificio. In origine la scala era isolata dall'edificio, e comunicava con il piano nobile attraverso un ponte levatoio, successivamente sostituito da un ballatoio in muratura. Al piano nobile vi sono due tipi di feritoie, entrambi strombate, utilizzate per il tiro protetto incrociato; un tipo a sezione verticale e l'altro posto sotto il davanzale delle finestre, a sezione orizzontale. Sotto il solaio ligneo dell’ambiente a pianta triangolare del piano nobile, vi è un piccolo rifugio, il cui vano d’ingresso è posto ai piedi dell’armadio a muro della sala ottagonale. Il rifugio, praticabile solo in posizione chinata, ha una piccola feritoia a sezione orizzontale per l’ingresso della luce. Al piano terrazzato, le feritoie a sezione verticale utilizzate per il tiro protetto incrociato, si distribuiscono lungo tutto il parapetto del terrazzo; alcune sono poste nel muro che separa il vano scala dal terrazzo, orientate dal terrazzo verso il vano scala. Alcune feritoie a sezione verticale, hanno una forma riconducibile alle archibugiere.